# Sojuz TM-18
Sojuz TM-18 (ryska: Союз ТM-18) var en flygning i det ryska rymdprogrammet. Flygningen gick till rymdstationen Mir. Farkosten sköts upp med en Sojuz-U2-raket från Kosmodromen i Bajkonur den 8 januari 1994. Den dockade med rymdstationen den 10 januari 1994.
Den 24 januari 1994 flyttades farkosten från Kvant-1-modulens dockningsport till stationens främre dockningsport.
Farkosten lämnade rymdstationen den 9 juli 1994. Några timmar senare återinträdde den i jordens atmosfär och landade i Kazakstan.
Poljakov stannade 437 dagar på Mir.